# 维 (科多尔省)
维村（法語：Vix，法語發音：[vi(ks)]）是法国科多尔省的一个市镇，位于该省北部偏西，属于蒙巴尔区。

## 地理
维村（47°54'21"N, 4°32'21"E）面积3.53 平方千米，位于法国勃艮第-弗朗什-孔泰大區科多尔省，该省份为法国中东部省份，北起奥布省，西接涅夫勒省和约讷省，南至索恩-卢瓦尔省，东南接汝拉省，东临上索恩省，东北部与上马恩省接壤。
与维村接壤的市镇（或旧市镇、城区）包括：维莱尔帕特拉、埃特罗谢、蒙利奥和库尔塞勒、奥布特雷、波蒂耶尔、瓦奈尔。
维村的时区为UTC+01:00、UTC+02:00（夏令时）。

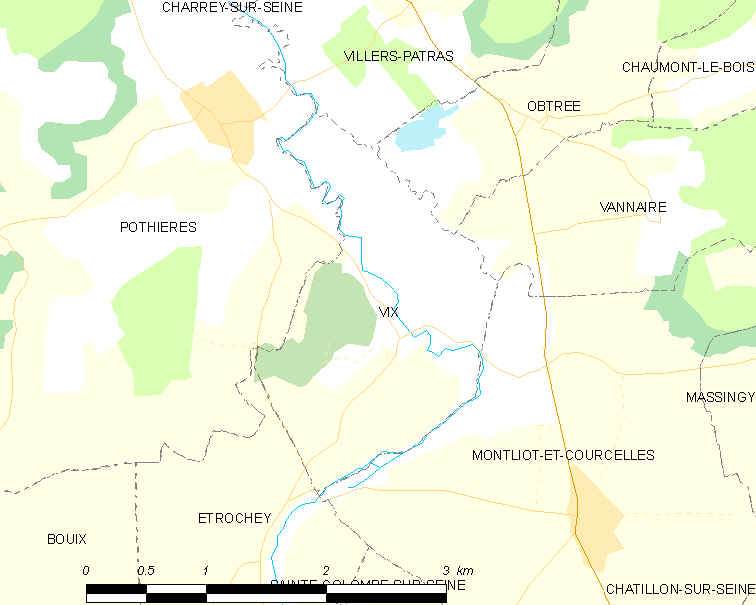
维村的OSM定位图

## 行政
维村的邮政编码为21400，INSEE市镇编码为21711。

## 政治
维村所属的省级选区为塞纳河畔沙蒂永县。

## 交通
科多尔省省道D118线和D118C线在境内交汇。

## 人口

1962-2008年间维村人口变化图示

维村于2022年1月1日时的人口数量为96人。